# Куватов Гумер Галімович
Куватов Гумер Галимович (Куватов Гумер Мухамедгалімович, башк. Ҡыуатов Ғүмәр Мөхәммәтғалим улы, 10 січня 1893 — 6 червня 1946) — активний учасник Башкирського національного руху, нарком охорони здоров'я БАРСР (1919—1928), громадський і державний діяч, хірург.

## Біографія
Куватов Гумер Галімович народився 10 січня 1893 року в селі Куватово-Бікбердіно Усерганськой волості Орського повіту Оренбурзької губернії (нині село Утягулово в Зіанчуринському районі Башкортостану). Походив із башкирського дворянського роду Куватових. Син Мухаметгаліма Куватова, брат Усмана Куватова.
У 1912 році Куватов закінчив Оренбурзьку гімназію, а в 1917 році — навчався на медичному факультеті Казанського університету, з отриманням диплому хірурга. Після Лютневої революції, Гумер Куватов став активним учасником Башкирського національного руху, бере участь у роботі III-го Всебашкирського курултаю. Після курултаю його включають до складу органів управління автономної республіки Башкурдистан і обирають до складу передпарламенту — Малого курултаю, а його брат — Усман Куватов — став членом Башкирського уряду. Потім Куватов став хірургом і начальником військового госпіталю. Був обраний депутатом Установчих зборів від Уфимського виборчого округу за списком № 11 (башкири-федералісти). Учасник засідання Установчих зборів 5 січня 1918. Був членом Комуча і брав участь у засіданнях від імені башкир-федералістів.
Рішенням Башревкома від 23 травня 1919 року, Куватов Гумер Галімович був призначений першим в історії республіки наркомом охорони здоров'я БАРСР і обіймав цю посаду до 1928 року. Із перших же днів він активно починає організацію лікувально-профілактичної роботи в республіці, а також боротьбу з епідеміями (висипний тиф, холера та іншими) і голодом 1921—1922 років. Серед населення розгорнулася санітарно-освітня робота з питань особистої гігієни, боротьби з епідемією та іншої тематики шляхом читання лекцій, розповсюдження листівок, брошур та плакатів як на російській, так і на башкирській мовах. Надалі, Гумер Галімович, займаючи посаду Наркома охорони здоров'я, відіграв велику роль у створенні та зміцненні апарату свого комісаріату, розвитку лікувальної мережі, підготовки та виховання медичних кадрів, організації системи охорони материнства та дитинства у республіці. Також він брав найактивнішу участь у створенні і становленні Уфимського інституту хвороб ока, а також оснащенні його обладнанням і медичним інструментарієм закордонних фірм.
У 1928 році Куватова призначають повноважним представником уряду БАРСР у Президії ВЦВК. У 1930 році він вступає до аспірантури Інституту вищої нервової діяльності при Комуністичній академії ім. Я. М. Свердлова в Москві. У 1931—1932 роках Куватов Гумер призначений на посаду заступника директора Інституту Червоної професури. Потім протягом тривалого часу обіймав відповідальні посади в Інституті вищої нервової діяльності і Всесоюзному інституті експериментальної медицини. Також Куватовим було опубліковано ряд наукових праць з питань вищої нервової діяльності.
25 січня 1938 року йому була винесена сувора догана через розгляд справи Ленінградським райкомом стосовно його дворянського походження, обрання його на посаду голови земської управи, за зв'язок і приховування рідного брата (колишнього члена контрреволюційного Башкирського уряду).
Із початком Німецько-радянської війни професор Куватов був у лавах Радянської армії, працюючи на відповідальних посадах у військових госпіталях Московської області. Починаючи з 1942 року, він був начальником крайової госпітальної бази. У 1945 році Гумера Галімовича призначають головним лікарем Московської області фізіотерапевтичної лікарні.
Куватов Гумер Галімович помер 6 червня 1946 року в Москві і був похований на Новодівочому кладовищі.

## Пам'ять
Іменем Гумера Галімовича Куватова названі:
- Республіканська клінічна лікарня в столиці Башкортостану.
- Вулиця в Калінінському районі міста Уфи.